# Hey Ya!
Hey Ya! è una canzone scritta e prodotta da André 3000 per l'album The Love Below, parte dell'album doppio Speakerboxxx/The Love Below degli OutKast.

## Descrizione
Pubblicato il 9 settembre 2003, il brano riscosse un successo planetario diventando una grandissima hit.
Famosa anche la versione acustica live di Matt Weddle degli Obadiah Parker. In un episodio dell'ottava stagione della serie televisiva Scrubs - Medici ai primi ferri viene invece inserita la cover dei The Blanks.
Il noto magazine americano Rolling Stone l'ha definita, nell'aggiornamento del 2021, la decima migliore canzone di tutti i tempi.

## Video musicale
Particolarità di questa canzone è anche il videoclip creato, ambientato nello studio dell'Ed Sullivan Show (ispirato allo studio dove debuttarono i Beatles in America), che vede un André 3000 recitare il ruolo degli 8 componenti della band (ognuno con relativo nome).
Il video ricorda molto, nell'ambientazione e nello stile (più personaggi recitati da uno solo), Phil Collins nel suo video di Two Hearts, che fa parte della colonna sonora del film Buster, dove lo stesso Collins ne è il protagonista.

## Tracce
American 7" vinyl single
1. Hey Ya! (radio edit)
2. Hey Ya! (instrumental)

Australian CD single
1. Hey Ya!
2. Ghetto Musick (radio edit)
3. Ghetto Musick (Benny Benassi remix)

German CD maxi single
1. Hey Ya!
2. Ghetto Musick (radio edit)
3. Ghetto Musick (Benny Benassi remix)
4. Hey Ya! (video)

UK 12" vinyl single
1. Hey Ya! (radio edit)
2. Ghetto Musick
3. My Favourite Things

UK CD single
1. Hey Ya! (radio edit)
2. Ghetto Musick (radio edit)

UK CD maxi single
1. Hey Ya! (radio edit)
2. Ghetto Musick (radio edit)
3. My Favourite Things
4. Hey Ya! (video)

## Classifiche
| Classifica (2003)         | Posizione raggiunta |
| ------------------------- | ------------------- |
| Finnish Singles Chart     | 7                   |
| New Zealand Singles Chart | 2                   |
| Norwegian Singles Chart   | 1                   |
| U.S. Billboard Hot 100    | 1                   |
| Classifica (2004)         | Posizione raggiunta |
| Australian Singles Chart  | 1                   |
| Austrian Singles Chart    | 4                   |
| Canadian Singles Chart    | 1                   |
| Dutch Top 40              | 22                  |
| French Singles Chart      | 7                   |
| German Singles Chart      | 6                   |
| Irish Singles Chart       | 2                   |

| Classifica (2004)                               | Posizione raggiunta |
| ----------------------------------------------- | ------------------- |
| Swedish Singles Chart                           | 1                   |
| Swiss Singles Chart                             | 9                   |
| UK Singles Chart                                | 3                   |
| U.S. Billboard Adult Top 40                     | 13                  |
| U.S. Billboard Hot R&B/Hip-Hop Singles & Tracks | 9                   |
| U.S. Billboard Hot Dance Radio Airplay          | 1                   |
| U.S. Billboard Latin Pop Airplay                | 34                  |
| U.S. Billboard Modern Rock Tracks               | 16                  |
| U.S. Billboard Rhythmic Top 40                  | 1                   |
| U.S. Billboard Top 40 Mainstream                | 1                   |
| U.S. Billboard Top 40 Tracks                    | 1                   |

## Nella cultura di massa
Hey Ya! è il nome dello Stand di Pocoloco, personaggio della settima serie de Le Bizzarre Avventure di Jojo, Steel Ball Run.